# Yllenus mongolicus
Yllenus mongolicus är en spindelart som beskrevs av Prószynski 1968. Yllenus mongolicus ingår i släktet Yllenus och familjen hoppspindlar. Inga underarter finns listade i Catalogue of Life.